# Île Lavrec
Die Île Lavrec ist eine französische Insel im Département Côtes-d’Armor und liegt im Ärmelkanal. Sie ist der bretonischen Küste vorgelagert und gehört zu den Bréhat-Inseln. Ihre Größe beträgt 10 Hektar, ihr höchster Punkt liegt 12 Meter über dem Meer.

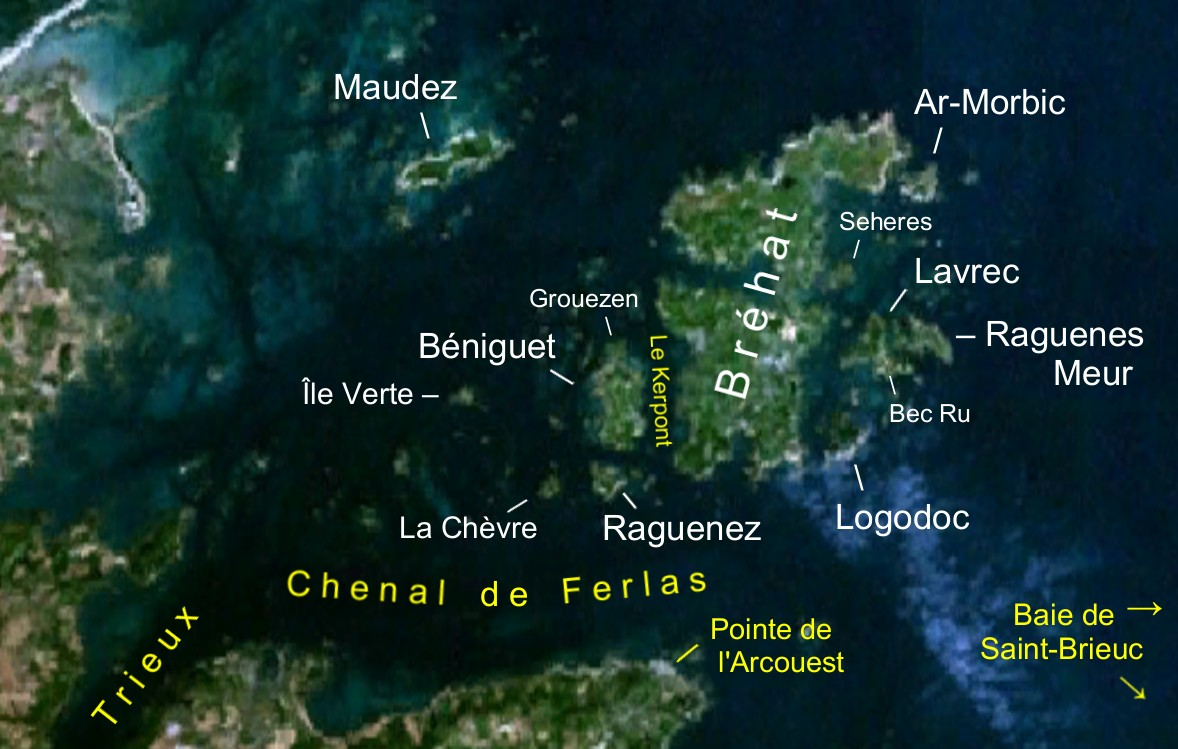
Lavrec rechts mittig